# Miếu Ao
Miếu Ao hay Đền Cả thuộc xã Thạch Trị (Thạch Hà, Hà Tĩnh) là nơi lưu giữ số lượng đạo sắc phong nhiều nhất ở Hà Tĩnh: 131 bản và tất cả còn khá nguyên vẹn.
Số đạo sắc phong này thuộc các triều vua từ niên hiệu Chính Hòa năm 1680-1704, Cảnh Hưng 1740-1786, Cảnh Thịnh 1793-1801, Minh Mạng 1820-1840, Thiệu Trị 1841-1847, Tự Đức 1847-1882, Đồng Khánh 1886-1888, Thành Thái 1889-1906, Duy Tân 1907-1915 đến Khải Định 1916-1924.
38 bản trong số đạo sắc trên được phong cho các vị thành hoàng, 26 bản phong cho thần tam tòa, 18 bản phong cho các vị thần tứ vợi, 14 bản phong cho thần thổ địa, 11 bản phong cho các vị tiên hiền của làng... Người dân trong xã Thạch Trị coi số đạo sắc đó là báu vật chung, vì vậy đã được mọi người cất công gìn giữ, bảo quản truyền đời.
Từ thành phố Hà Tĩnh đi về phía Đông Nam qua cầu Đò Hà hoặc cầu Thạch Đồng khoảng 12 km là đến Miếu Ao – nằm bên cạnh đường Hải Hội ngày xưa, giữa một khu đất rộng khoảng 2 ha trên bãi cát trắng. Khu vực Miếu Ao như một ốc đảo trên sa mạc, cây cối muôn loài rậm rạp, xanh tươi, quanh năm chim hót véo von. Mùa đông đến đây cảm thấy ấm áp, còn mùa hè thì mát mẻ,dễ chịu. Miếu cổ kính rêu phong soi mình bên hồ nước trong vắt,quanh năm không bao giờ cạn,phía dưới cá lội tung tăng. Có lẽ vì thế mà dân ở đây đặt tên Miếu Ao cho dễ gọi… Từ lâu Miếu Ao đã trở thành một địa chỉ sinh hoạt tinh thần không thể thiếu trong đời sống của số đông người dân hai huyện vùng biển ngang Thạch Hà và Cẩm Xuyên (Hà Tĩnh), họ đến đây để dâng hương, vãn cảnh và tận hưởng bầu không khí trong lành, yên ả, thanh bình.
Hiện nay có nhiều sự tích về ngôi miếu này, nhưng theo thạc sĩ Nguyễn Quang Liệu,giảng viên khoa lịch sử trường Đại học Khoa học Xã hội và Nhân văn thuộc đại học Quốc gia Hà Nội dịch từ sách An tịnh xưa của Lơ Bre tông (Le Breton) xuất bản năm 1936 và được tái bản năm 2001 thì ngôi đền Tam Lang Long vương này đặt tại làng Nhụy Uyên, huyện Thạch Hà tỉnh Hà Tĩnh (nay là xóm Đồng Khánh, Xã Thạch Trị, huyện Thạch Hà). Dân gian truyền lại rằng, trên đường đi đánh giặc ở phía Nam, thuyền của Vua Lê Thánh Tông (1460 -1497) đã bất ngờ bị dừng lại nơi này dưới tác động của một lực lượng thần bí nào đó. Những chiếc chèo không chịu khua xuống nước, và gió yếu đi một cách bất thường. Nhà Vua đã hỏi người dân trong làng về hiện tượng này, sau đó Ngài đã tổ chức các nghi lễ cầu Thành hoàng làng. Ngay lúc đó gió tứ phương nổi lên và đẩy đoàn thuyền đi nhanh đến kỳ lạ … Trở về từ cuộc chiến thắng, Vua Lê Thánh Tông đã chấp nhận phong thần cho người vùng trời Nước Nam.
Trải qua mấy trăm năm chịu sự tàn phá của thiên nhiên và chiến tranh ác liệt, nhưng Miếu Ao vẫn can trường trụ vững ở vùng đất cát đầy nắng gió của vùng bãi ngang huyện Thạch Hà. Không có ngày nào nơi này vắng du khách đến vãn cảnh. Miếu Ao đã được công nhận di tích lịch sử văn hóa cấp tỉnh năm 2004. Những người quản lý Miếu Ao cũng ứng xử với khách rất cởi mở, chu đáo, tận tình.
Chính quyền và nhân dân xã Thạch Trị đang chăm lo giữ gìn tôn tạo di sản quý giá này và đang rất cần sự tiếp sức,giúp đỡ của các cấp các ngành ở Tỉnh và Trung ương để Miếu Ao trở thành một điểm đến của du khách trong tour du lịch về Hà Tĩnh.